# Виборчий округ 169
Виборчий округ 169 — виборчий округ в Харківській області. В сучасному вигляді був утворений 28 квітня 2012 постановою ЦВК №82 (до цього моменту існувала інша система виборчих округів). Окружна виборча комісія цього округу розташовується в Муніципальному центрі культурних ініціатив за адресою м. Харків, вул. Скрипника, 7.
До складу округу входять Київський район і частина Московського району(територія на захід від вулиці Академіка Павлова та територія лікарні «Сабурова дача») міста Харків. Виборчий округ 169 межує з округом 175 на півночі, з округами 170, 171 і 172 на сході, з округом 173 на півдні та з округом 168 на заході. Виборчий округ №169 складається з виборчих дільниць під номерами 631231-631302, 631304-631315, 631415-631421, 631481-631484, 631525-631527, 631690-631691 та 631701.

## Народні депутати від округу
| Ім'я                         | Фото | Партія          | Скликання | Дата набуття повноважень | Дата припинення повноважень |
| ---------------------------- | ---- | --------------- | --------- | ------------------------ | --------------------------- |
| Бережна Ірина Григоріївна    |      | Партія регіонів | 7-ме      | 12 грудня 2012           | 27 листопада 2014           |
| Кірш Олександр Вікторович    |      | Народний фронт  | 8-ме      | 27 листопада 2014        | 29 серпня 2019              |
| Куницький Олександр Олегович |      | Слуга народу    | 9-те      | 29 серпня 2019           |                             |

## Результати виборів

### Парламентські

#### 2019
Кандидати-мажоритарники:
- Куницький Олександр Олегович (Слуга народу)
- Грановський Олександр Михайлович (самовисування)
- Кірш Олександр Вікторович (самовисування)
- Ронін Михайло Олександрович (самовисування)
- Соловйов Микита Олександрович (Демократична Сокира)
- Пилипчук Олександр Олександрович (Сила і честь)
- Закутня Тетяна Іванівна (Батьківщина)
- Кіхтєв Владислав Ігорович (Свобода)
- Василянська Вікторія Геннадіївна (самовисування)
- Баласанян Ніна Іванівна (Хвиля)
- Макаренко Ярослав Ігорович (самовисування)
- Добровольський Володимир Анатолійович (самовисування)
- Коваль Володимир Дмитрович (самовисування)
- Петріченко Олег Всеволодович (самовисування)

#### 2014
Кандидати-мажоритарники:
- Кірш Олександр Вікторович (Народний фронт)
- Скоробагач Володимир Іванович (самовисування)
- Доровський Олександр Вікторович (самовисування)
- Косінов Станіслав Анатолійович (самовисування)
- Денисюк Станіслав Федорович (самовисування)
- Толмачов Микола Григорович (самовисування)
- Гава Олександр Васильович (самовисування)
- Бурдов Андрій Леонідович (Сильна Україна)
- Бабьонишев Сергій Юрійович (Радикальна партія)
- Сілевич Володимир Юрійович (самовисування)
- Косінов Євген Олександрович (самовисування)
- Сергенюк Роман Степанович (самовисування)
- Головков Олег Миколайович (самовисування)
- Пожидаєв Геннадій Павлович (самовисування)
- Курцев Олексій Юрійович (самовисування)
- Почапський Максим Дмитрович (самовисування)

#### 2012
Кандидати-мажоритарники:
- Бережна Ірина Григоріївна (Партія регіонів)
- Кірш Олександр Вікторович (Батьківщина)
- Сидорченко Віктор Олександрович (Комуністична партія України)
- Білогрищенко Андрій Іванович (самовисування)
- Стеценко Ігор Олександрович (Україна — Вперед!)
- Старих Олег Анатолійович (самовисування)
- Почапський Максим Дмитрович (самовисування)

## Явка
Явка виборців на окрузі: